# Bélus
Bélus – miejscowość i gmina we Francji, w regionie Nowa Akwitania, w departamencie Landy.
Według danych na rok 1990 gminę zamieszkiwało 400 osób, a gęstość zaludnienia wynosiła 34 osób/km² (wśród 2290 gmin Akwitanii Bélus plasuje się na 791. miejscu pod względem liczby ludności, natomiast pod względem powierzchni na miejscu 945.).